# Mahon
Mahonul de Antile (în latină Swietenia mahagoni), numit și acaju este o specie de arbori tropicali din regiunea  a Americii centrale și de sud (Mexic, Cuba, Nicaragua, Bolivia, Venezuela, Peru și Haiti). 
Swietenia mahagoni este una dintre speciile de arbori pe cale de dispariție din genul Swietenia (împreună cu mahonul american Swietenia macrophylla și Swietenia humilis), care este protejată de Anexa II CITES din anul 2002. În Lista Roșie a speciilor amenințate a IUCN din 1998, Swietenia mahagoni a fost clasificat ca „endangered” = „specie periclitată”, gradul actual de pericol nu este cunoscut.
Swietenia mahagoni face parte alături de mahonul african (Khaya senegalensis, Kaya anthoteca C.D.C., Kaya ivorensis) din, familia meliaceelor.

## Descriere
În medie, un copac adult are 12 până la 18 m înălțime și are o coroană simetrică, rotundă, cu densitate moderată a frunzelor. Uneori se formează rădăcini mai mici de contrafort. Este rezistent la rupere la furtună. Exemplarele tinere au o scoarță netedă, cenușie, care se întunecă sau cu înaintarea în vârstă se colorează maro-roșiatic și cu modele crestate (ritidom) sau solzoase.
Frunzele dispuse alternativ, perechi, la exemplarele mature au aproximativ 12 până la 30 cm lungime. Fața frunzelor este lucioasă, sunt scurt pețiolate, ovate până la lanceolate, lungi de 5 până la 10 cm și lățime de 2 până la 5 cm și ascuțite spre vârf și de obicei cu marginea întreagă nezimțată.

## Caracteristicile lemnului
Speciile de lemn din genul Swietenia au limitele inelelor de creștere clar diferențiate. Alburnul este alb-gălbui, de obicei distinct de duramenul trandafiriu până la brun-roșcat, care are o structură fină sau foarte fină. Fibrele de lemn sunt drepte. Sub o anumită incidență a luminii, se creează un luciu auriu clar la suprafața lemnului.
Greutatea buștenilor în stare verde ajunge la 600 kg/m³. Densitatea în stare uscată este de 0,48–0,54 g/cm³.
Lemnul său, de culoare brun-roșcată, este întrebuințat la confecționarea mobilei de lux.

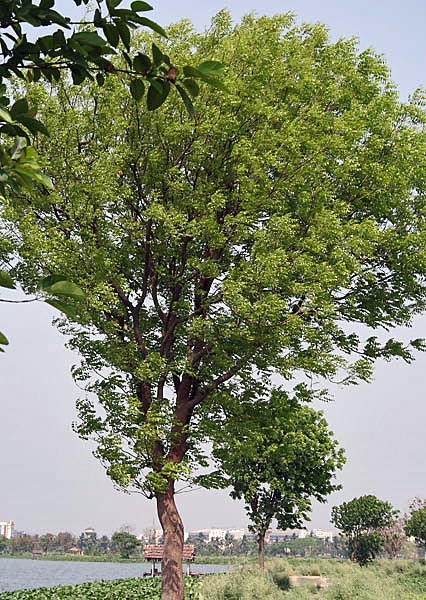
Arbore cultivat, India
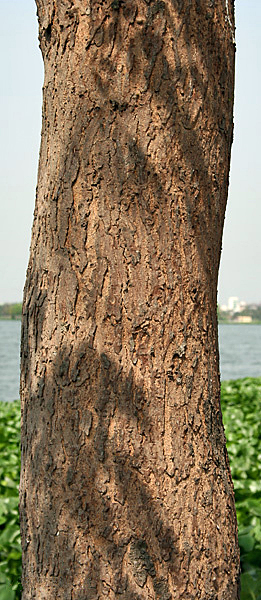
Scoarță
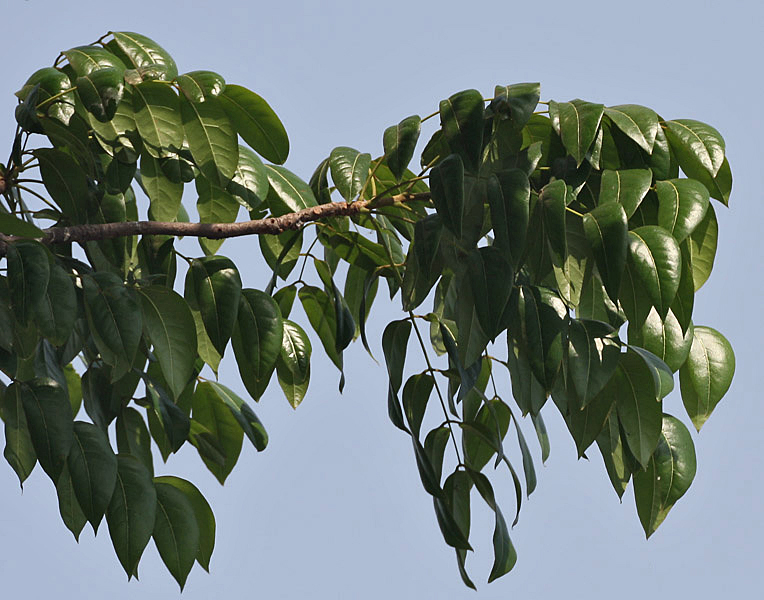
Frunziş